# سییروا دابلیو-۱۱
سییروا دابلیو-۱۱ (به انگلیسی: Cierva W.11 Air Horse) ملقب به «اسب هوایی» یک بالگرد آزمایشی تک‌موتوره ساخت شرکت سییروا بریتانیا در دهه ۴۰ میلادی بود. این بالگرد آزمایشی بزرگترین بالگرد در زمان خود بود که موتور آن در درون کابین قرار داشت. این بالگرد توسط گروه ویر توسعه یافت و تنها ۲ فروند آزمایشی از آن تولید شد.

## مشخصات
ویژگی‌های عمومی
- خدمه: 3, pilot, co-pilot, flight engineer
- ظرفیت: cabin capacity ۸۲۵ فوت مکعب (۲۳٫۴ متر مکعب) cabin (up to 24 passengers in production version)

- Payload: ۳٬۷۵۵ پوند (۱٬۷۰۳ کیلوگرم) payload
- ظرفیت سوخت: ۱۵۷ گالون بریتانیایی (۱۸۹ گالون آمریکایی؛ ۷۱۰ لیتر) in a fuselage fuel tank; oil tank ۱۵ گالون بریتانیایی (۱۸ گالون آمریکایی؛ ۶۸ لیتر)

عملکرد
- مداومت پروازی: 4.3 hours
- توان به وزن|توان/جرم: ۱۰٫۸ پوند بر اسب بخار (۶٫۶ کیلوگرم بر کیلووات)